# Portsmouth FC
Portsmouth F.C. este un club de fotbal din Portsmouth, Anglia, care evoluează în EFL Championship.
Partidele lui Portsmouth jucate acasă au fost și sunt disputate pe stadionul Fratton Park încă de la formarea clubului în anul 1898. Portsmouth a fost campioană în Anglia de două ori, în 1949 și în 1950. De asemenea, clubul a câștigat și FA Cup de două ori, mai întâi în 1939 și ceva mai recent în 2008.

## Palmares
- Football League
  - 1949, 1950,
- FA Cup
  - 1939, 2008
  - Finalistă FA Cup, 1934, 2010
- Supercupa Angliei
  - 1949
- Wartime Cup
  - Finalistă 1942
- Barclays Asia Trophy
  - Campioană 2007

## Jucători importanți
Anglia
- Darren Anderton
- Andy Awford
- Dave Beasant
- Lee Bradbury
- Sol Campbell
- Steve Claridge
- Andrew Cole
- Peter Crouch
- Sean Davis
- Jermain Defoe
- Jimmy Dickinson
- Aaron Flahavan
- C.B. Fry
- Johnny Gordon
- Peter Harris
- Mark Hateley
- David James
- Chris Kamara
- Alan Knight
- Paul Merson
- Gary O'Neil
- Linvoy Primus
- Micky Quinn
- Teddy Sheringham
- Tim Sherwood
- Steve Stone
- Matthew Taylor
- David Unsworth
- Paul Walsh
- Guy Whittingham
- Neil Webb

 Scoția
- George Graham
- Jackie Henderson
- Richard Hughes
- Nigel Quashie

 Irlanda
- Mick Kennedy
- Dean Kiely
- Alan McLoughlin
- Andy O’Brien

 Țara Galilor
- Kit Symons

 Argentina
- Andrés D'Alessandro

 Australia
- John Aloisi
- Hayden Foxe

 Bulgaria
- Svetoslav Todorov

 Republica Democrată Congo
- Lomana LuaLua

 Croația
- Niko Kranjčar
- Robert Prosinečki
- Boris Živković

 Cehia
- Milan Baros
- Patrik Berger

 Danemarca
- Brian Priske

 Estonia
- Mart Poom

 Franța
- Lassana Diarra
- Sylvain Distin
- Laurent Robert

 Finlanda
- Petri Pasanen

 Ghana
- Sulley Muntari

 Grecia
- Konstantinos Chalkias

 Grenada
- Jason Roberts

 Islanda
- Hermann Hreiðarsson

 Israel
- Eyal Berkovic

 Italia
- Gianluca Festa

 Jamaica
- Noel Blake
- Deon Burton

 Japonia
- Yoshikatsu Kawaguchi

 Țările de Jos
- Arjan de Zeeuw
- Sander Westerveld

 Nigeria
- Yakubu Aiyegbeni
- Nwankwo Kanu

 Portugalia
- Pedro Mendes

 Senegal
- Papa Bouba Diop
- Amdy Faye

 Serbia
- Dejan Stefanovic

 Suedia
- Mathias Svensson

 Trinidad-Tobago
- Shaka Hislop

 Uruguay
- Darío Silva

 Zimbabwe
- Benjani Mwaruwari

## Jucătorul anului (1968-2010)
| An   | Câștigător      |
| ---- | --------------- |
| 1968 | Ray Pointer     |
| 1969 | John Milkins    |
| 1970 | Nicky Jennings  |
| 1971 | David Munks     |
| 1972 | Richie Reynolds |
| 1973 | nu s-a acordat  |
| 1974 | Paul Went       |
| 1975 | Mick Mellows    |
| 1976 | Paul Cahill     |
| 1977 | nu s-a acordat  |
| 1978 | nu s-a acordat  |
| 1979 | Peter Mellor    |

| An   | Câștigător      |
| ---- | --------------- |
| 1980 | Joe Laidlaw     |
| 1981 | Keith Viney     |
| 1982 | Alan Knight     |
| 1983 | Alan Biley      |
| 1984 | Mark Hateley    |
| 1985 | Neil Webb       |
| 1986 | Noel Blake      |
| 1987 | Noel Blake      |
| 1988 | Barry Horne     |
| 1989 | Micky Quinn     |
| 1990 | Guy Whittingham |
| 1991 | Martin Kuhl     |

| An   | Câștigător      |
| ---- | --------------- |
| 1992 | Darren Anderton |
| 1993 | Paul Walsh      |
| 1994 | Kit Symons      |
| 1995 | Alan Knight     |
| 1996 | Alan Knight     |
| 1997 | Lee Bradbury    |
| 1998 | Andy Awford     |
| 1999 | Steve Claridge  |
| 2000 | Steve Claridge  |
| 2001 | Scott Hiley     |
| 2002 | Peter Crouch    |
| 2003 | Linvoy Primus   |

| An   | Câștigător       |
| ---- | ---------------- |
| 2004 | Arjan de Zeeuw   |
| 2005 | Dejan Stefanović |
| 2006 | Gary O'Neil      |
| 2007 | David James      |
| 2008 | David James      |
| 2009 | Glen Johnson     |
| 2009 | Jamie O'Hara     |

## Statistici în Premier League
| Sezon   | Poz | M  | V  | E  | Î  | Gm | Gp | Pct |
| ------- | --- | -- | -- | -- | -- | -- | -- | --- |
| 2003-04 | 13  | 38 | 12 | 9  | 17 | 47 | 54 | 45  |
| 2004-05 | 16  | 38 | 10 | 9  | 19 | 43 | 59 | 39  |
| 2005-06 | 17  | 38 | 10 | 8  | 20 | 37 | 62 | 38  |
| 2006-07 | 9   | 38 | 14 | 12 | 12 | 45 | 42 | 54  |
| 2007-08 | 8   | 38 | 16 | 9  | 13 | 48 | 40 | 67  |
| 2008-09 | 14  | 38 | 10 | 11 | 17 | 38 | 57 | 41  |
| 2009-10 | 20  | 38 | 7  | 7  | 24 | 34 | 66 | 191 |

Poz = Poziție; M = Meciuri jucate; V = Victorii; E = Egaluri; Î = Înfrângeri; Gm = Goluri marcate; Gp = Goluri primite; Pct = Puncte; * = Sezon neîncheiat;
1A fost penalizată cu nouă puncte din cauza insolvabilității clubului.